# 束为
束为（1967年12月—），汉族，浙江湖州人，中华人民共和国政治人物，曾任清华大学团委书记、中国科学技术馆馆长，曾任中国科学技术协会常委、党组成员、书记处书记。現任国家市场监督管理总局副局长、国家认证认可监督管理委员会主任。

## 生平
1986年10月加入中国共产党。1990年毕业于清华大学自动化系。
1990年7月至2003年6月在清华大学工作。2003年至2013年先后在北京市朝阳区、北京市商务局、北京市商务委员会工作。
2013年1月，任中国科学技术馆馆长。2016年6月，任中国科学技术协会党组成员、书记处书记。
2025年1月，任市场监管总局副局长。2月，兼任国家认证认可监督管理委员会主任。